# Iva Nebeská
Iva Nebeská (ur. 14 października 1943 w Hradcu Králové) – czeska językoznawczyni, bohemistka i psycholingwistka.
Ukończyła studia na Wydziale Filozoficznym Uniwersytetu Karola (specjalizacja język czeski i historia). Pracowała w Instytucie Języka Czeskiego, gdzie zajmowała się syntaktyką, językoznawstwem kwantytatywnym i psycholingwistyką. Od roku 1993 wykłada na Wydziale Filozoficznym UK. W 1996 r. uzyskała docenturę w dziedzinie języka czeskiego.
Należy do redakcji „Časopisu pro moderní filologii”. Jest współautorką książki O češtině v číslech oraz autorką podręcznika przedstawiającego zarys psycholingwistyki. Jest zaangażowana w program Čeština v komunikaci neslyšících. Zajmuje się również językoznawstwem kognitywnym i problematyką kultury języka.

## Wybrana twórczość
- O češtině v číslech (współautorstwo, 1987)
- Úvod do psycholingvistiky (1992) ISBN 80-85467-75-5
- Jazyk – norma – spisovnost (1996) ISBN 80-7184-144-7